# Friedrich Werner (Jurist)
Friedrich Werner (* 3. September 1897 in Oliva bei Danzig; † 30. November 1955 in Düsseldorf) war ein deutscher Jurist und evangelischer Oberkirchenrat. Der Anhänger der Deutschen Christen gilt als einer der Hauptgegner der Bekennenden Kirche.

## Leben und Wirken

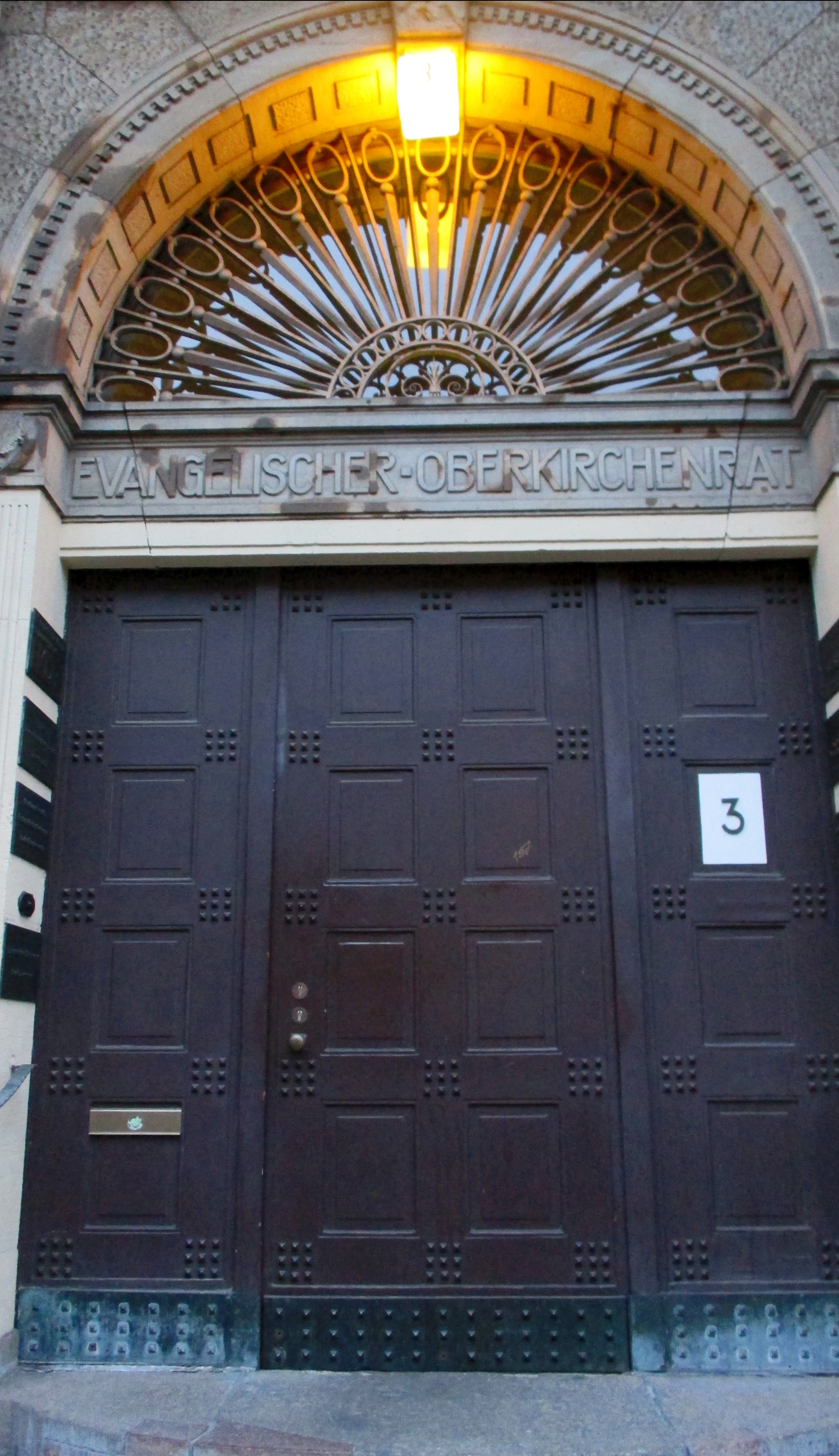
Evangelischer Oberkirchenrat – Dienstgebäude Evangelische Kirche der altpreußischen Union in Berlin

Werner legte in Danzig sein Abitur ab. Im Jahre 1915 ging er freiwillig zum Heeresdienst und kämpfte während des Ersten Weltkriegs als Fahnenjunker, später als Leutnant und Kompanieführer, wofür er mit dem Eisernen Kreuz und dem Verwundetenabzeichen dekoriert wurde.
Nach dem Krieg studierte Werner Geschichte, Nationalökonomie und Finanz- und Rechtswissenschaften in Marburg und Berlin. Er wurde 1922 über ein wirtschaftswissenschaftliches Thema an der Universität Jena promoviert. Von 1923 bis 1927 war er Referendar, 1927/28 Generalassessor und Hilfsrichter am Landgericht Berlin. 1928 wurde er Landgerichtsanwalt und als Vorstandsmitglied der Berliner Anwaltskammer gewählt.
1930 trat er der NSDAP bei. Er war SA-Sturmführer und Leiter der Rechtsabteilung des NSKK für Groß-Berlin.
Im Jahr 1933 wurde Werner Referent für Kirchenrecht in der Reichsleitung der Deutschen Christen. Nach dem Rücktritt von EOK-Präsident Hermann Kapler Ende Juni 1933 berief August Jäger, preußischer Staatskommissar für Kirchenangelegenheiten, Werner kommissarisch zum Präsidenten des altpreußischen Evangelischen Oberkirchenrats (EOK) in Berlin. Am 5./6. September tagte die mehrheitlich mit deutschchristlichen Synodalen besetzte (daher so genannte „braune“) Generalsynode der Evangelischen Kirche der altpreußischen Union und wählte Werner zu ihrem Präses und damit zum Vorsitzenden des Kirchensenats, des obersten altpreußischen Leitungsgremiums.
In diesen Funktionen forderte er die Umgestaltung der altpreußischen Kirche nach dem „Führerprinzip“ und wurde einer der Hauptgegner der sich als Opposition formierenden Bekennenden Kirche (BK). Zeitweise war Werner Mitglied des Geistlichen Ministeriums der Deutschen Evangelischen Kirche. Er unterzeichnete im April 1939 eine Erklärung, in der Hitler als der Fortsetzer und Vollender der Lutherschen Reformation bezeichnet wurde.
Im selben Jahr gründete Werner das Institut zur Erforschung und Beseitigung des jüdischen Einflusses auf das deutsche kirchliche Leben mit und wurde einer seiner Mitarbeiter. Von 1941 bis Kriegsende war Werner zur Wehrmacht eingezogen.
Nach der Befreiung vom Nationalsozialismus wurde er seiner Kirchenämter enthoben, konnte aber durch einen Prozess gegen die Evangelische Kirche der Union, wie die altpreußische Kirche seit Dezember 1953 hieß, erreichen, dass seine Rechte als Beamter auf Lebenszeit durch einen finanziellen Ausgleich abgegolten wurden. Er arbeitete als Rechtsanwalt in Düsseldorf.

## Schriften
- Herz, nicht verzag! Stimmen der Hoffnung aus trüben Tagen der deutschen Geschichte. Hrsg. und eingeleitet von Friedrich Werner. C. A. Tancré, Naumburg/Saale 1921, DNB 363056912
- 40 Jahre Evangelischer Bund in Ostpreussen. Ost- u. westpreussischer Hauptverein des Evangelischen Bundes, Königsberg 1930, DNB 578316625
- Beamtentum und Konfession. Evangelischer Bund, Königsberg i. Pr., 1931, DNB 578316617